# Henrik Robin Motys
Henrik Robin Motys (1977) è un ex sciatore alpino norvegese.

## Biografia
In Coppa Europa Motys esordì il 10 dicembre 1995 in Val Gardena in discesa libera (50º), ottenne il miglior piazzamento il 7 dicembre 1998 a Valloire in slalom gigante (36º) e prese per l'ultima volta il via il 22 dicembre successivo ad Altenmarkt-Zauchensee in supergigante, senza completare la prova. Si ritirò durante la stagione 2001-2002 e la sua ultima gara fu uno slalom speciale universitario disputato il 9 febbraio a Santa Fe; non debuttò in Coppa del Mondo né prese parte a rassegne olimpiche o iridate.

## Palmarès

### Campionati norvegesi
- 2 medaglie (dati dalla stagione 1994-1995):
  - 2 argenti (supergigante nel 1995; combinata[senza fonte] nel 1998)